# Salzstange

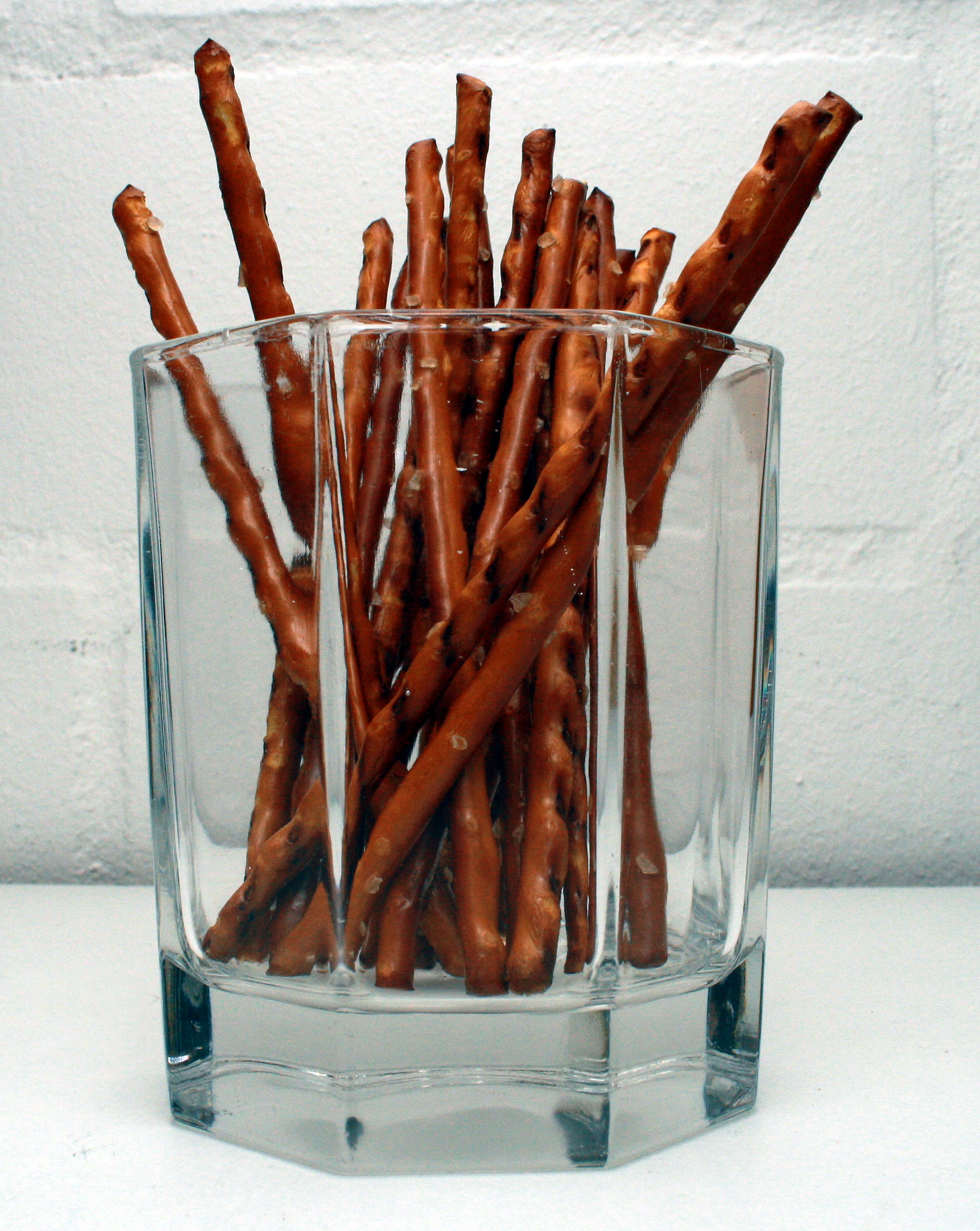
Dünne Salzstangen

Eine Salzstange ist ein mit Salz bestreutes, stangenförmiges Gebäck.
Ihre Größe und der verwendete Teig variieren stark. Grundzutaten des Teigs sind Mehl (in der Regel Weizenmehl), Pflanzenöl (in der Regel Sonnenblumenöl oder Rapsöl), Salz, Wasser, Malz und Hefe. Bevor die Salzstangen gebacken werden, erhalten sie ein Bad in Natronlauge, das später für die braune Oberfläche und den typischen Geschmack sorgt.

## Geschichte
Die bekannteste Form der Salzstange stammt aus den Vereinigten Staaten; die dortigen pretzel sticks gingen auf die im späten 18. Jahrhundert von Süddeutschland in die USA eingeführte Brezel zurück. 1935 wurde die Idee von der hannoverschen Firma H. Bahlsens Keksfabrik aufgegriffen und das Produkt als Salzlette in Deutschland vermarktet.
In Österreich wird die Marke Soletti auch als generischer Markenname für Salzstange verwendet. Als Salzstangen bezeichnet man in Österreich hingegen mit Salz bestreute längliche Brötchen.

## Hausmittel bei Durchfall
„Salzstangen und Cola“ galten früher zusammen als Hausmittel bei Erbrechen und Durchfall, Cola ist jedoch aufgrund des Zuckergehalts kontraproduktiv. Salzstangen sind wegen ihres Natriumgehalts in Verbindung mit anderen Lebensmitteln für den Kostaufbau nach Durchfallerkrankungen geeignet.

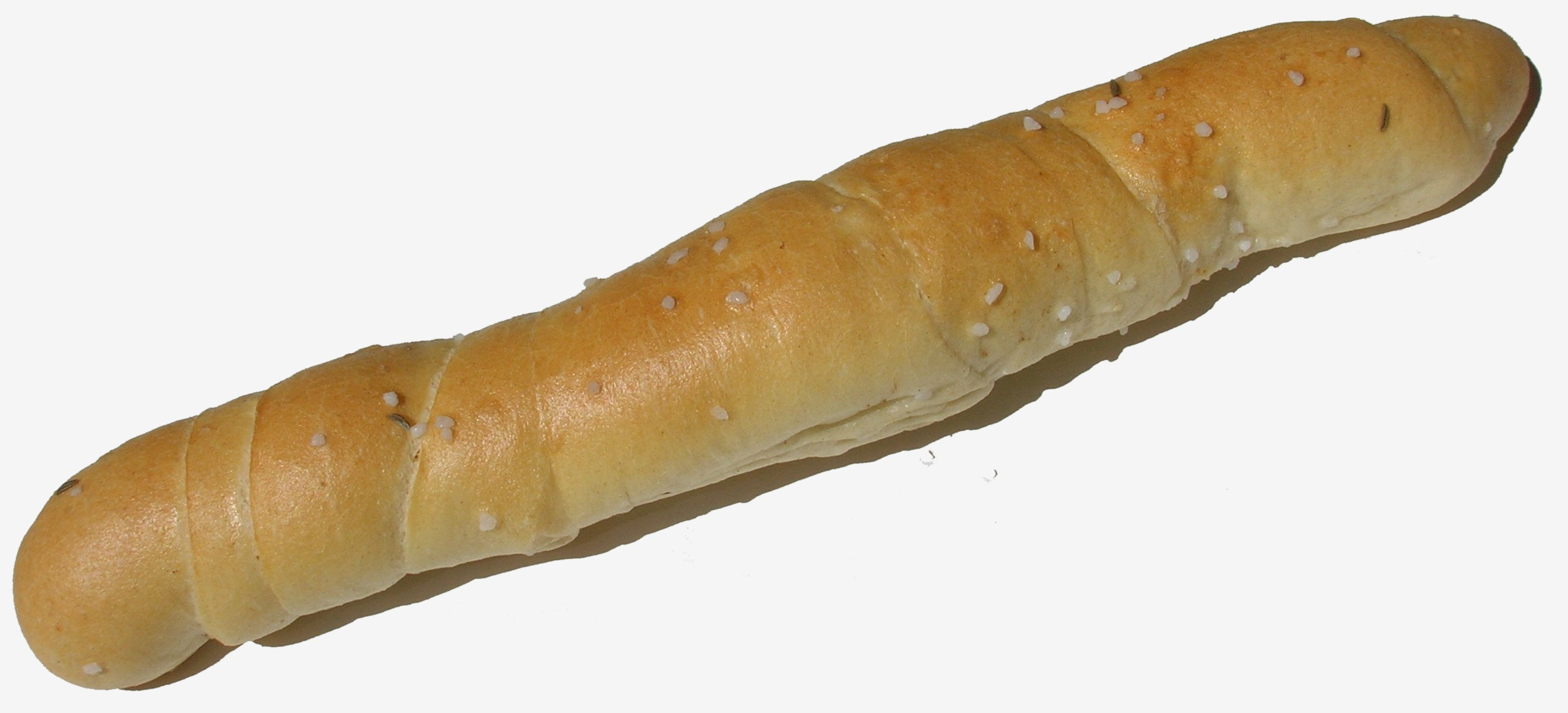
Salzstange (Weißgebäck)

## Salzstange (Weißgebäck)
Regional, insbesondere im bayerisch-fränkischen Raum, ist Salzstange auch die Bezeichnung für eine aus Brötchenteig hergestelltes Gebäckstück, das jedoch länglich gezogen und gerollt und mit Salz und Kümmel bestreut wird. Sie sind nicht zu verwechseln mit Laugenstangen. Zur Unterscheidung der beiden Arten von Salzstangen wird für das Knabbergebäck auch der Diminutiv Salzstängchen verwendet.